# Cryptops canariensis
Cryptops canariensis är en mångfotingart som beskrevs av Robert Latzel 1895. Cryptops canariensis ingår i släktet Cryptops och familjen Cryptopidae. Inga underarter finns listade i Catalogue of Life.